# Grand pic de la Lauzière
Pour les articles homonymes, voir Lauzière.
Ne doit pas être confondu avec Grande Lauzière.
Le Grand pic de la Lauzière est le point culminant du massif de la Lauzière avec ses 2 829 mètres d'altitude. Situé en Savoie, il domine le seul glacier du massif, le glacier de Celliers.